# Pilosa
Pour les articles homonymes, voir Pilosa (homonymie).
Ordre
Sous-ordres de rang inférieur
- Folivora
- Vermilingua

Pilosa est un ordre de mammifères placentaires du super-ordre des xénarthres présents uniquement en Amérique. Il comprend les fourmiliers et les paresseux.
Les origines de l'ordre remonte au début du Tertiaire (il y a environ 60 millions d'années, peu après la disparition des dinosaures) en Amérique du Sud. La présence de ces animaux en Amérique du Nord est expliquée par le grand échange inter-américain.
Pilosa est rangé avec les cingulata (tatous) dans l'ordre des xénarthres. Au XIXe siècle, ces familles formaient avec les pangolins et l'oryctérope l'ordre des édentés. On s'aperçut par la suite que l'ordre Edentata était polyphylétique, c'est-à-dire qu'il contenait des familles sans rapport entre elles et était donc invalide.

## Liste desespèces
Selon NCBI (5 mars 2012) :
- Sous-ordre Folivora (Delsuc, Catzeflis, Stanhope & Douzery, 2001). 
  - Famille Bradypodidae (Gray, 1821).
    - Genre Bradypus Linnaeus, 1758.
      - Bradypus pygmaeus Anderson & Handley, 2001 — Paresseux nain.
      - Bradypus torquatus Illiger, 1811 — Paresseux à crinière.
      - Bradypus tridactylus Linnaeus, 1758 — Paresseux à trois doigts.
      - Bradypus variegatus Schinz, 1825 — Paresseux à gorge brune.

  - Famille Megalonychidae Ameghino, 1889.
    - Genre Choloepus Illiger, 1811.
      - Choloepus didactylus (Linnaeus, 1758) — Paresseux à deux doigts.
      - Choloepus hoffmanni Peters, 1858 — Paresseux d’Hoffmann.

  - Famille †Megatheriidae Gray, 1821.
  - Famille †Mylodontidae Gill, 1872.

- Sous-ordre Vermilingua Illiger, 1811.
  - Famille Cyclopedidae Pocock, 1924.
    - Genre Cyclopes Gray, 1821.
      - Cyclopes didactylus (Linnaeus, 1758) — Myrmidon.

  - Famille Myrmecophagidae Gray, 1825.
    - Genre Myrmecophaga Linnaeus, 1758.
      - Myrmecophaga tridactyla Linnaeus, 1758 — Tamanoir géant.

    - Genre Tamandua Gray, 1825.
      - Tamandua mexicana (Saussure, 1860) — Tamandua du Mexique.
      - Tamandua tetradactyla (Linnaeus, 1758) — Tamandua du Sud.